# Roman Codreanu
Roman Codreanu (ur. 17 listopada 1952 w Vața de Jos, zm. 26 maja 2001 w Aradzie) – rumuński zapaśnik walczący w stylu klasycznym. Dwukrotny olimpijczyk. Brązowy medalista z Montrealu 1976 i odpadł w eliminacjach Moskwie 1980. Startował w kategorii plus 100 kg.
Czterokrotny uczestnik mistrzostw świata, zdobył brązowy medal w 1975 i 1978. Ma w swoim dorobku również trzy medale mistrzostw Europy, w tym złoty w 1978, srebrny w 1979 i brązowy w 1974 roku.
- Turniej w Montrealu 1976

Pokonał Jánosa Rovnyaiego z Węgier, Arne Robertssona ze Szwecji, Richarda Wolffa z RFN i Amerykanina Pete Lee. Przegrał z Aleksandrem Tomowem z Bułgarii i Aleksandrem Kolczinskim z ZSRR.
- Turniej w Moskwie 1980

Pokonał Marka Galińskiego oraz przegrał z Aleksandrem Tomowem z Bułgarii i Aleksandrem Kolczinskim z ZSRR.